# Кубок СССР по современному пятиборью 1960
Соревнования сильнейших пятиборцев СССР проводились в Львове  Украинская ССР с 2 по 5 апреля 1960 года. В дальнейшем эти соревнования проводились как Кубок СССР.
Главный судья соревнований — судья республиканской категории Л. М. Заборовский.
На турнире награды разыгрывались в личном первенстве. Стартовало 27 спортсменов.

## Кубок СССР. Мужчины. Личное первенство
| Дисциплина        | Золото                                                    | Серебро                                             | Бронза                                                             |
| Личное первенство | Юрий Савитский · Туркменская ССР · Ашхабад, Динамо · 4709 | Сдобников Эдуард · Москва · Вооружённые Силы · 4655 | Шинкаренко Николай · Санкт-Петербург-Ленинград, Буревестник · 4554 |

## Личное первенство
- Итоговая таблица.

| Место | Спортсмен          | Город                                  | очки/результат | очки/победы | очки/результат | 300 м очки/результат | 4 км очки/результат | Сумма |
| ----- | ------------------ | -------------------------------------- | -------------- | ----------- | -------------- | -------------------- | ------------------- | ----- |
| 1.    | Савитский Юрий     | Туркменская ССР, Динамо                | 940/5.17,3     | 900/17      | 940/192        | 890/4.22,0           | 1039/14.47,3        | 4709  |
| 2.    | Сдобников Эдуард   | Москва, Вооружённые Силы               | 1000/5.22,0    | 750/14      | 900/190        | 1010/3.58,8          | 1135/14.15,5        | 4655  |
| 3.    | Шинкаренко Николай | Санкт-Петербург-Ленинград, Буревестник | 1000/5.01,8    | 850/16      | 760/183        | 830/4.34,8           | 1114/14.22,3        | 4554  |

- Результаты по видам пятиборья.

 Конный кросс.
| Место | Спортсмен                                              | Время  | Очки |
| ----- | ------------------------------------------------------ | ------ | ---- |
| 1.    | И. Пеэтс · Таллин                                      | 4.50,6 | 1000 |
| 2.    | В. Комиссаров · Москва, Вооружённые Силы               | 4.54,2 | 1000 |
| 3.    | Н. Шинкаренко · Санкт-Петербург-Ленинград, Буревестник | 5.01,0 | 1000 |

 Фехтование.
| Место | Спортсмен                                       | Победы | Очки |
| ----- | ----------------------------------------------- | ------ | ---- |
| 1.    | В. Жданов · Москва, Спартак                     | 23     | 1200 |
| 2.    | В. Заика · Москва, Спартак                      | 21     | 1100 |
| 3.    | Ю. Савитский · Туркменская ССР, Ашхабад, Динамо | 17     | 900  |

 Стрельба.
| Место | Спортсмен                                       | Результат | Очки |
| ----- | ----------------------------------------------- | --------- | ---- |
| 1.    | И. Флейшман · Москва, Спартак                   | 194       | 980  |
| 2.    | С. Фетисов · Москва, Вооружённые Силы           | 193       | 960  |
| 3.    | Ю. Савитский · Туркменская ССР, Ашхабад, Динамо | 192       | 940  |

 Плавание.
| Место | Спортсмен                                      | Результат | Очки |
| ----- | ---------------------------------------------- | --------- | ---- |
| 1.    | В. Захаренко · Узбекская ССР, Фергана, Спартак | 3.47,3    | 1065 |
| 2.    | А. Певцов · Москва, Динамо                     | 3.54,2    | 1030 |
| 3.    | Сдобников Эдуард · Москва, Вооружённые Силы    | 3.58,6    | 1010 |

 Кросс.
| Место | Спортсмен                                              | Результат | Очки |
| ----- | ------------------------------------------------------ | --------- | ---- |
| 1.    | Сдобников Эдуард · Москва, Вооружённые Силы            | 14.15,8   | 1135 |
| 2.    | Мокеев Альберт · Москва, Вооружённые Силы              | 14.18,2   | 1126 |
| 3.    | Н. Шинкаренко · Санкт-Петербург-Ленинград, Буревестник | 14.22,8   | 1114 |